# Nekrasovite
La nekrasovite è un minerale appartenente al gruppo della germanite.

## Origine del nome
La nekrasovite ha questo nome in onore al mineralogista russo Ivan Yakovlevich Nekrasov